# Elezioni presidenziali in Mongolia del 2013
Le elezioni presidenziali in Mongolia del 2013 si tennero il 26 giugno.

## Risultati
| Candidati                    | Partiti                                   | Voti      | %     |
| ---------------------------- | ----------------------------------------- | --------- | ----- |
| Cahiagijn Ėlbėgdorž          | Partito Democratico                       | 622 794   | 50,89 |
| Badmaanyambuugiin Bat-Erdene | Partito del Popolo Mongolo                | 520 380   | 42,52 |
| Natsagiin Udval              | Partito Rivoluzionario del Popolo Mongolo | 80 563    | 6,58  |
| Totale                       | Totale                                    | 1 223 737 | 100   |